# 二之湯武史
二之湯 武史（にのゆ たけし、1977年（昭和52年）1月21日 - ）は、日本の政治家。自由民主党所属の元参議院議員（1期）。

## 経歴
京都府京都市に二之湯智の長男として生まれる。洛南高等学校卒業。1996年、京都大学経済学部経済学科に入学し、2000年に大学卒業。京都大学卒にもかかわらず企業の内定がひとつも決まらかったため、同年、松下政経塾に第21期生として入塾したとされる。
2003年、稲盛和夫が設立した、稲盛財団のイナモリ・フェロー第1期生に選出。アメリカのシンクタンク、「戦略国際問題研究所(CSIS)」で研修。
2006年、名古屋市で学習塾「CLアカデミー」を開校。
自民党の候補者公募に申込み、2013年の第23回参議院議員通常選挙において滋賀県選挙区より立候補し初当選。参院で54年ぶりとなる親子同時在職となる（父は京都府選挙区）。
2019年7月の第25回参議院議員通常選挙に向けて、立憲民主党・国民民主党・日本共産党・社会民主党の4党は、元滋賀県知事の嘉田由紀子を野党統一候補として擁立。一方、県選出の衆参6議席を独占して波に乗る自民党は、この年の参院選を嘉田に引導を渡す「最終決戦」と位置づけていた。自民県連の幹部は「連合の動員がなければ会場はガラガラ。やはり嘉田にかつてほどの強さはない」と、楽観的な見方を示し、候補者の二之湯自身もインタビュアーに「余裕ですね」と問われた際に「なるようにしかならないですから」と答えていた。二之湯陣営は安倍晋三首相が2度来県したほか閣僚らも投入し、野党共闘を批判したが、地道に街頭演説を行い続ける嘉田に、徐々に追いつかれ大激戦になり落選した。
2020年現在、桜美林大学客員教授・東方文化支援財団理事を務める。

## 人物・家族
- 2013年参議院通常選挙の投開票が行われた夜に嘉田滋賀県知事が選挙事務所に訪問した際に、二之湯のことを「子供2人を育てていて、イケメンでイクメンだ」と評した[10]。
- リーディング美術館を提言するなど、文化・芸術に造詣が深い[11]。
- 弟の二之湯真士は2007年の京都府議会議員選挙に京都市右京区選挙区から自民党公認で立候補し、初当選した。3選後の2019年5月24日、副議長に就任した[12]。2024年、京都市長選挙に立候補し54,430票を集めたが、得票数4位で落選に終わった[13]。

## 政策・主張

### 消費税増税
- 2014年4月に予定されていた消費税の8%への引き上げについて、「予定通りに引き上げるべき」と回答している[14]。
- 2019年10月に予定されている消費税の10%への引き上げについて「法律に従い、引き上げるべきだ」と回答している[15]。
- 消費税率の引き上げに賛成の理由について、「少子化対策や社会保障に対する安定財源を確保するため」と述べている[16]。

### 経済政策
- 参議院文教科学委員会（平成27年12月11日）で、「アメリカは九五年から約四倍に成長しているんですね。大体今、規模でいうと六十兆円規模なんです。日本はこの間、五兆円から四兆円へと微減しております。」とアメリカと日本のスポーツ産業の規模の変遷を指摘した上で、「国、国家としてのスポーツの戦略、こういったところにいささか欠けているところがあったのではないかというふうにも考えております[17]。」と述べた。

### 教育
- 参議院厚生労働委員会（平成30年6月12日）で、日本の労働生産性について、「国民の能力として、日本人がアメリカ人やヨーロッパの先進国の人たちと比べて劣っているということは私はないと思うんですね。ですので、この人材というものを生かしていく社会の中での仕組み、そこにやはり相当問題があるのではないかなというふうに思っております[18]。」と述べた。

### 人権
- 2016年12月9日、第192回国会で部落差別の解消の推進に関する法律案（衆議院提出）に賛成票を投じた[19]。

### 外交安全保障
- 集団的自衛権の行使が可能になるような、憲法解釈の見直しはすべきではない[14]。
- 日本の核武装について、国際情勢によっては検討すべき[14]。
- 首相や閣僚は靖国神社に参拝しても問題ない[14]。
- 原発は当面必要だが将来的に廃止すべき[14]。

### 地方創生
- 参議院決算委員会（平成29年4月17日）において、「公共事業は、もう率直に地方の主幹産業であります。この公共事業、かつて建設業者六十万社と言われ、今は四十七万社、従業員数もかつては六人に一人とか七人に一人と言われた時代から、今や五百万人ということでございます。この建設産業、そして一次産業の衰退がそのまま地方の衰退につながっていると、そういう現状を踏まえ、また一方で、最近は豪雨、豪雪、また噴火や地震という災害も後を絶ちません。そういう観点から、地域の安心、安全のインフラともいうべきものが建設業だというふうに思っております[20]。」と述べた。

### 憲法
- 参議院憲法審査会（平成29年12月6日）において「憲法は国の最高法規ではございますが、一方で、永久の不磨の大典ではないと、まさにそのとおりだというふうに思います。時代の要請によって、憲法をタブー視せずに議論することこそが国民から負託を受けた国会議員の役割であるというふうに思いますし、そういうことを通じて、我が国の持続的な発展、また国民の幸福を保障するということにつながっていくんだろうというふうに思っております[21]。」と述べた。
- 憲法9条を改正して自衛隊を他国同様「国防軍」にすべき[14]。

## 所属団体・議員連盟
- 日本会議国会議員懇談会[22]
- みんなで靖国神社に参拝する国会議員の会[22]
- 自民党たばこ議員連盟[23]
- 日本食文化普及推進議員連盟（事務局長）[1]
- 自由民主党琵琶湖の環境改善を促進する議員連盟[1]
- 賃貸住宅対策議員連盟[1]
- 自由民主党看護問題対策議員連盟[1]
- 自由民主党畜産振興議員連盟[1]
- 繊維・ファッション議員連盟[1]
- スポーツ立国調査会スポーツビジネス小委員会事務局長[24]
- 公益資本主義議員連盟事務局長[25]

## 支援団体
- 全国たばこ販売政治連盟（組織推薦候補者）[23]
- 神道政治連盟[26]

## 選挙歴
| 当落 | 選挙                     | 執行日         | 年齢 | 選挙区       | 政党       | 得票数     | 得票率 | 定数 | 得票順位 /候補者数 | 政党内比例順位 /政党当選者数 |
| ---- | ------------------------ | -------------- | ---- | ------------ | ---------- | ---------- | ------ | ---- | ------------------ | ---------------------------- |
| 当   | 第23回参議院議員通常選挙 | 2013年07月21日 | 36   | 滋賀県選挙区 | 自由民主党 | 30万5872票 | 53.42% | 1    | 1/4                | /                            |
| 落   | 第25回参議院議員通常選挙 | 2019年07月21日 | 42   | 滋賀県選挙区 | 自由民主党 | 27万7165票 | 47.01% | 1    | 2/3                | /                            |